# (16579) 1992 GO
(16579) 1992 GO es un asteroide perteneciente al cinturón de asteroides, región del sistema solar que se encuentra entre las órbitas de Marte y Júpiter, descubierto el 3 de abril de 1992 por Seiji Ueda y el astrónomo Hiroshi Kaneda desde el Kushiro Marsh Observatory, Hokkaido, Japón.

## Designación y nombre
Designado provisionalmente como 1992 GO.

## Características orbitales
1992 GO está situado a una distancia media del Sol de 2,678 ua, pudiendo alejarse hasta 3,114 ua y acercarse hasta 2,242 ua. Su excentricidad es 0,163 y la inclinación orbital 13,429 grados. Emplea 1600,73 días en completar una órbita alrededor del Sol.
Pertenece a la familia de asteroides de (15) Eunomia.

## Características físicas
La magnitud absoluta de 1992 GO es 13,27. Tiene 7,195 km de diámetro y su albedo se estima en 0,236. 